# Spojené státy americké na Letních olympijských hrách 1956
Spojené státy americké na Letních olympijských hrách v roce 1956 v australském Melbourne reprezentovalo 297 sportovců, z toho 46 žen a 251 mužů, ve 18 sportech.

## Medailisté
| Medaile | Jméno | Sport             | Soutěž                              |
| ------- | --- | ----------------- | ----------------------------------- |
| Zlato   | Bobby Morrow | Atletika          | Muži 100 m                          |
| Zlato   | Bobby Morrow | Atletika          | Muži 200 m                          |
| Zlato   | Charles Jenkins | Atletika          | Muži 400 m                          |
| Zlato   | Tom Courtney | Atletika          | Muži 800 m                          |
| Zlato   | Lee Calhoun | Atletika          | Muži 110 m překážek                 |
| Zlato   | Glenn Davis | Atletika          | Muži 400 m překážek                 |
| Zlato   | Thane Baker Leamon King Bobby Morrow Ira Murchison                                                                                                   | Atletika          | Muži štafeta 4 × 100 m              |
| Zlato   | Tom Courtney Charles Jenkins Lou Jones Jesse Mashburn                                                                                                | Atletika          | Muži štafeta 4 × 400 m              |
| Zlato   | Charles Dumas | Atletika          | Muži skok vysoký                    |
| Zlato   | Bob Richards | Atletika          | Muži skok o tyči                    |
| Zlato   | Greg Bell | Atletika          | Muži skok daleký                    |
| Zlato   | Parry O'Brien | Atletika          | Muži vrh koulí                      |
| Zlato   | Harold Connolly | Atletika          | Muži hod kladivem                   |
| Zlato   | Milton Campbell | Atletika          | Muži desetiboj                      |
| Zlato   | Mildred McDanielová | Atletika          | Ženy skok vysoký                    |
| Zlato   | Al Oerter | Atletika          | Muži hod diskem                     |
| Zlato   | Dick Boushka Carl Cain Chuck Darling Bill Evans Gib Ford Burdette Haldorson Bill Hougland Bob Jeangerard K C Jones Bill Russell Ron Tomsic Jim Walsh | Basketbal         | Turnaj mužů                         |
| Zlato   | Jim Boyd | Box               | Muži váha polotěžká do 81 kg        |
| Zlato   | Pete Rademacher | Box               | Muži váha těžká nad 81 kg           |
| Zlato   | Bob Clotworthy | Skoky do vody     | Muži prkno 3 m                      |
| Zlato   | Pat McCormicková | Skoky do vody     | Ženy prkno 3 m                      |
| Zlato   | Pat McCormicková | Skoky do vody     | Ženy věž 10 m                       |
| Zlato   | Jim Fifer Duvall Hecht | Veslování         | Muži dvojka bez kormidelníka        |
| Zlato   | Arthur Ayrault Conn Findlay Kurt Seiffert | Veslování         | Muži dvojka s kormidelníkem         |
| Zlato   | William Becklean Donald Beer Thomas Charlton John Cooke Caldwell Esselstyn Charles Grimes Robert Morey Rusty Wailes David Wight                      | Veslování         | Muži osmiveslice                    |
| Zlato   | William Yorzyk | Plavání           | Muži 200 m motýlek                  |
| Zlato   | Shelley Mann | Plavání           | Ženy 100 m motýlek                  |
| Zlato   | Charles Vinci | Vzpírání          | Muži bantamová váha do 56 kg        |
| Zlato   | Isaac Berger | Vzpírání          | Muži pérová váha do 60 kg           |
| Zlato   | Tommy Kono | Vzpírání          | Muži lehkotěžká váha do 82,5 kg     |
| Zlato   | Paul Edward Anderson | Vzpírání          | Muži těžká váha nad 90 kg           |
| Zlato   | Lawrence Low Bert Williams | Jachting          | Muži třída Star                     |
| Stříbro | Thane Baker | Atletika          | Muži 100 m                          |
| Stříbro | Andy Stanfield | Atletika          | Muži 200 m                          |
| Stříbro | Jack Davis | Atletika          | Muži 110 m překážek                 |
| Stříbro | Eddie Southern | Atletika          | Muži 400 m překážek                 |
| Stříbro | Bob Gutowski | Atletika          | Muži skok o tyči                    |
| Stříbro | John Bennett | Atletika          | Muži skok daleký                    |
| Stříbro | Bill Nieder | Atletika          | Muži vrh koulí                      |
| Stříbro | Fortune Gordien | Atletika          | Muži hod diskem                     |
| Stříbro | Rafer Johnson | Atletika          | Muži desetiboj                      |
| Stříbro | Willye Whiteová | Atletika          | Ženy skok daleký                    |
| Stříbro | José Torres | Box               | Muži lehkotěžká váha do 71 kg       |
| Stříbro | Don Harper | Skoky do vody     | Muži prkno 3 m                      |
| Stříbro | Gary Tobian | Skoky do vody     | Muži věž 10 m                       |
| Stříbro | Jeanne Stunyo | Skoky do vody     | Ženy prkno 3 m                      |
| Stříbro | Juno Irwin | Skoky do vody     | Ženy věž 10 m                       |
| Stříbro | Bill André Jack Daniels George Lambert | Moderní pětiboj   | Družstvo mužů                       |
| Stříbro | Pat Costello Jim Gardiner | Veslování         | Muži dvojskif                       |
| Stříbro | James McIntosh Arthur McKinlay John McKinlay John Welchli                                                                                            | Veslování         | Muži čtyřka bez kormidelníka        |
| Stříbro | George Breen Richard Hanley Ford Konno Bill Woolsey                                                                                                  | Plavání           | Muži štafeta 4 × 200 m volný způsob |
| Stříbro | Carin Cone | Plavání           | Ženy 100 m znak                     |
| Stříbro | Nancy Ramey | Plavání           | Ženy 100 m motýlek                  |
| Stříbro | Shelley Mann Joan Rosazza Sylvia Ruuska Nancy Simons                                                                                                 | Plavání           | Ženy štafeta 4 × 100 m volný způsob |
| Stříbro | Peter George | Vzpírání          | Muži střední váha do 75 kg          |
| Stříbro | David Sheppard | Vzpírání          | Muži polotěžká váha do 90 kg        |
| Stříbro | Daniel Hodge | Zápas             | Muži volný styl do 79 kg            |
| Bronz   | Thane Baker | Atletika          | Muži 200 m                          |
| Bronz   | Joel Shankle | Atletika          | Muži 110 m překážek                 |
| Bronz   | Josh Culbreath | Atletika          | Muži 400 m překážek                 |
| Bronz   | Des Koch | Atletika          | Muži hod diskem                     |
| Bronz   | Isabelle Daniels Mae Faggs Margaret Matthews Wilma Rudolphová                                                                                        | Atletika          | Ženy štafeta 4 × 100 m              |
| Bronz   | Dick Connor | Skoky do vody     | Muži věž 10 m                       |
| Bronz   | Paula Jean Myers-Pope | Skoky do vody     | Ženy věž 10 m                       |
| Bronz   | John Kelly | Veslování         | Muži skif                           |
| Bronz   | Offutt Pinion | Sportovní střelba | Muži 50 metrů libovolná pistole     |
| Bronz   | George Breen | Plavání           | Muži 400 m volný způsob             |
| Bronz   | George Breen | Plavání           | Muži 1500 m volný způsob            |
| Bronz   | Frank McKinney | Plavání           | Muži 100 m znak                     |
| Bronz   | Sylvia Ruuska | Plavání           | Ženy 400 m volný způsob             |
| Bronz   | Mary Sears | Plavání           | Ženy 100 m motýlek                  |
| Bronz   | James George | Vzpírání          | Muži lehkotěžká váha do 82,5 kg     |
| Bronz   | Peter Blair | Zápas             | Muži volný styl do 87 kg            |
| Bronz   | John Marvin | Jachting          | Muži třída Finn                     |

## Zápas
- Zápasník s hvězdičkou (*) zápasil v obou stylech.

### Zápas řecko-římský
podrobně zde
| Váha   | Zápasník     | Zastupoval    | Kolo                                      | Kolo                                       | Kolo                                       | Kolo    | Kolo    | Kolo    | CP  |
| Váha   | Zápasník     | Zastupoval    | 1.                                        | 2.                                         | 3.                                         | 4.      | 5.      | 6.      | CP  |
| ------ | ------------ | ------------- | ----------------------------------------- | ------------------------------------------ | ------------------------------------------ | ------- | ------- | ------- | --- |
| −52 kg | Dick Wilson  | Ohio          | výhra po verditku 3-0 · A. Zoete (FRA)    | prohra po verditku 0-3 · I. Fabra (ITA)    | prohra na lopatky · Dursun Ali Erbaş (TUR) | vyřazen | vyřazen | vyřazen | 8.  |
| −57 kg | Kent Townley | Iowa          | volný los                                 | prohra po verditku 0-3 · I. Hódos (HUN)    | prohra po verditku 0-3 · F. Kämmerer (EUA) | vyřazen | vyřazen | vyřazen | úč. |
| −62 kg | Alan Rice    | New York      | prohra po verditku 0-3 · I. Popescu (ROU) | prohra po verditku 0-3 · I. Polyák (HUN)   | vyřazen                                    | vyřazen | vyřazen | vyřazen | úč. |
| −67 kg | Tommy Evans* | Oklahoma      | prohra na lopatky · K. Lehtonen (FIN)     | prohra po verditku 0-3 · D. Stojanov (BUL) | vyřazen                                    | vyřazen | vyřazen | vyřazen | úč. |
| −73 kg | Jay Holt     | Kalifornie    | volný los                                 | prohra po verditku 0-3 · M. Szilvásy (HUN) | prohra po verditku 0-3 · M. Bayrak (TUR)   | vyřazen | vyřazen | vyřazen | úč. |
| −79 kg | Jim Peckham  | Massachusetts | prohra po verditku 1-2 · G. Gurics (HUN)  | výhra po verditku 2-1 · İ. Atlı (TUR)      | prohra po verditku 1-2 · R. Jansson (SWE)  | vyřazen | vyřazen | vyřazen | 7.  |
| −87 kg | Dale Thomas  | Michigan      | výhra na lopatky · E. Wiesberger (AUT)    | prohra na lopatky · V. Lahti (FIN)         | prohra na lopatky · P. Sirakov (BUL)       | vyřazen | vyřazen | vyřazen | 6.  |
| +87 kg | Dale Lewis   | Oklahoma      | prohra na lopatky · B. Antonsson (SWE)    | prohra na lopatky · T. Kangasniemi (FIN)   | vyřazen                                    | vyřazen | vyřazen | vyřazen | úč. |

### Zápas ve volném stylu
podrobně zde
| Váha   | Zápasník        | Zastupoval | Kolo                                             | Kolo                                      | Kolo                                           | Kolo                                       | Kolo                                 | Kolo                                      | Kolo                                     | CP               |
| Váha   | Zápasník        | Zastupoval | 1.                                               | 2.                                        | 3.                                             | 4.                                         | 5.                                   | 6.                                        | 7.                                       | CP               |
| ------ | --------------- | ---------- | ------------------------------------------------ | ----------------------------------------- | ---------------------------------------------- | ------------------------------------------ | ------------------------------------ | ----------------------------------------- | ---------------------------------------- | ---------------- |
| −52 kg | Richard Delgado | Oklahoma   | prohra po verditku 0-3 · M. Calkalamanidze (URS) | volný los                                 | prohra po verditku 0-3 · M. Chodžastepur (IRI) | vyřazen                                    | vyřazen                              | vyřazen                                   | vyřazen                                  | úč.              |
| −57 kg | Lee Allen       | Oregon     | prohra po verditku 0-3 · T. Jaskari (FIN)        | prohra na lopatky · M. Dağıstanlı (TUR)   | vyřazen                                        | vyřazen                                    | vyřazen                              | vyřazen                                   | vyřazen                                  | úč.              |
| −62 kg | Myron Roderick  | Oklahoma   | výhra po verditku 3-0 · B. Galántai (HUN)        | výhra na lopatky · J. Elliott (AUS)       | výhra po verditku 3-0 · A. Geldenhuys (RSA)    | prohra po verditku 0-3 · Š. Sasahara (JPN) | vyřazen                              | vyřazen                                   | vyřazen                                  | 5.               |
| −67 kg | Tommy Evans*    | Oklahoma   | výhra na lopatky · J. Taylor (GBR)               | výhra po verditku 3-0 · Š. Kasahara (JPN) | výhra po verditku 3-0 · M. Tovar (MEX)         | prohra po verditku 0-3 · G. Tóth (HUN)     | vyřazen                              | vyřazen                                   | vyřazen                                  | 5.               |
| −73 kg | Ernie Fischer   | Maryland   | prohra po verditku 0-3 · M. Ikeda (JPN)          | výhra po verditku 3-0 · N. Sorúrí (IRI)   | prohra po verditku 0-3 · İ. Zengin (TUR)       | vyřazen                                    | vyřazen                              | vyřazen                                   | vyřazen                                  | 8.               |
| −79 kg | Danny Hodge     | Oklahoma   | výhra na lopatky · G. Farquhar (GBR)             | výhra po verditku 3-0 · V. Punkari (FIN)  | výhra na lopatky · W. Davies (AUS)             | výhra na lopatky · A. Zandí (IRI)          | prohra na lopatky · N. Stančev (BUL) | výhra na lopatky · G. Schirtladze (URS)   | —                                        | Stříbrná medaile |
| −87 kg | Peter Blair     | Maryland   | výhra na lopatky · V. Lahti (FIN)                | prohra po verditku 0-3 · V. Palm (SWE)    | výhra na lopatky · J. Theron (RSA)             | výhra po verditku 3-0 · A. Atan (TUR)      | volný los                            | prohra po verditku 0-3 · B. Kulajev (URS) | prohra po verditku 0-3 · G. Tachtí (IRI) | Bronzová medaile |
| +87 kg | Bill Kerslake   | Cleveland  | prohra po verditku 1-2 · H. Kaplan (TUR)         | výhra na lopatky · R. Mitchell (AUS)      | prohra na lopatky · K. Richmond (GBR)          | vyřazen                                    | vyřazen                              | vyřazen                                   | vyřazen                                  | 7.               |